# Amphissa bicolor
Amphissa bicolor is een slakkensoort uit de familie van de Columbellidae. De wetenschappelijke naam van de soort is voor het eerst geldig gepubliceerd in 1892 door Dall.